# Vaahteraliiga 2014
Die Vaahteraliiga 2014 war die 35. Saison der Vaahteraliiga, der höchsten Spielklasse des American Football in Finnland. Sie begann am 10. Mai und endete am 13. September 2014 mit dem Vaahteramalja XXXV (auch Maple Bowl XXXV), dem Finale um die finnische Meisterschaft. Die Vaahteraliiga wurde vom finnischen American-Football-Verband SAJL organisiert. Finnischer Meister wurde der Titelverteidiger und Rekordmeister Helsinki Roosters. Als bester Ligaspieler des Jahres wurde Runningback Jaycen Taylor-Spears von den Helsinki Roosters ausgezeichnet. Nach der Saison zogen sich die Helsinki Wolverines und den Kouvola Indians aus der Vaahteraliiga zurück.

## Teilnehmer und Modus
Die folgenden sieben Vereine spielten in der regulären Saison jeweils zweimal gegeneinander, sodass jedes Team insgesamt fünf Heimspiele hatte. Anschließend kamen die besten vier Teams in die Play-offs, in denen das bestplatzierte gegen das viertplatzierte Team sowie der Zweite gegen den Dritten im Halbfinale antrat.
- Helsinki 69ers
- Helsinki Roosters (Meister 2013)
- Helsinki Wolverines
- Kouvola Indians
- Porvoon Butchers
- Seinäjoki Crocodiles
- Turku Trojans
- Vantaan TAFT

## Regular Season

### Tabelle
| Pl. | Team                 | Sp. | S | U | N  | TD      | Diff. | Punkte | SQ    |
| --- | -------------------- | --- | - | - | -- | ------- | ----- | ------ | ----- |
| 1   | Helsinki Roosters    | 10  | 9 | 0 | 1  | 387:217 | +170  | 18:2   | 0,900 |
| 2   | Turku Trojans        | 10  | 8 | 0 | 2  | 406:180 | +226  | 16:4   | 0,800 |
| 3   | Seinäjoki Crocodiles | 10  | 8 | 0 | 2  | 373:126 | +247  | 16:4   | 0,800 |
| 4   | Porvoo Butchers      | 10  | 5 | 0 | 5  | 325:297 | 0+28  | 10:10  | 0,500 |
| 5   | Vantaan TAFT         | 10  | 4 | 0 | 6  | 209:233 | 0−24  | 8:12   | 0,400 |
| 6   | Helsinki 69ers       | 10  | 4 | 0 | 6  | 293:258 | 0+35  | 8:12   | 0,400 |
| 7   | Helsinki Wolverines  | 10  | 2 | 0 | 8  | 155:544 | −389  | 4:16   | 0,200 |
| 8   | Kouvola Indians      | 10  | 0 | 0 | 10 | 150:443 | −293  | 0:20   | 0,000 |

Qualifikation für die Play-offs.

Quelle: sajl.org

### Erfolgreichste Scorer
| Pl. | Spieler               | Team                 | Pos. | TD | Punkte | Punkte pro Spiel |
| --- | --------------------- | -------------------- | ---- | -- | ------ | ---------------- |
| 1   | Jaycen Taylor-Spears  | Turku Trojans        | RB   | 14 | 084    | 14,0             |
| 2   | RJ Jackson            | Porvoon Butchers     | RB   | 20 | 120    | 13,3             |
| 3   | RJ Long               | Helsinki 69ers       | WR   | 18 | 114    | 11,4             |
| 4   | Jocques Crawford      | Turku Trojans        | RB   | 16 | 096    | 10,7             |
| 5   | Kieran Spencer Cutlan | Seinäjoki Crocodiles | WR   | 13 | 096    | 09,6             |

Quelle: sajl.org

## Play-offs
|  | Halbfinale | Halbfinale           | Halbfinale |  |  | Maple Bowl XXXV | Maple Bowl XXXV   | Maple Bowl XXXV |
|  |            |                      |            |  |  |                 |                   |                 |
|  |            |                      |            |  |  |                 |                   |                 |
|  | 1          | Helsinki Roosters    | 32         |  |  |                 |                   |                 |
|  | 4          | Porvoo Butchers      | 0          |  |  |                 |                   |                 |
|  |            |                      |            |  |  | 1               | Helsinki Roosters | 21              |
|  |            |                      |            |  |  | 2               | Turku Trojans     | 7               |
|  | 2          | Turku Trojans        | 28         |  |  |                 |                   |                 |
|  | 3          | Seinäjoki Crocodiles | 7          |  |  |                 |                   |                 |
|  |            |                      |            |  |  |                 |                   |                 |

### Halbfinale
|                                     |                                      |  |                   |                          |                 |  |                                                 |
|                                     | Helsinki 6. September 2014 15:00 Uhr |  | Helsinki Roosters | \| \| 32 : 0 \| \| \| \| | Porvoo Butchers |  | Velodromi Zuschauer: 401 Referee: V. Lamminsalo |
| (7:0, 0:0, 10:0, 15:0) Spielbericht | Helsinki 6. September 2014 15:00 Uhr |  | Helsinki Roosters |                          | Porvoo Butchers |  | Velodromi Zuschauer: 401 Referee: V. Lamminsalo |
|                                     | 32 : 0                               |  |                   |                          |                 |  |                                                 |
|                                     |                                      |  |                   |                          |                 |  |                                                 |

|                                    |                                   |  |               |                          |                      |  |                                              |
|                                    | Turku 7. September 2014 15:00 Uhr |  | Turku Trojans | \| \| 28 : 7 \| \| \| \| | Seinäjoki Crocodiles |  | Yläkenttä Zuschauer: 974 Referee: P. Hautala |
| (0:7, 15:0, 6:0, 7:0) Spielbericht | Turku 7. September 2014 15:00 Uhr |  | Turku Trojans |                          | Seinäjoki Crocodiles |  | Yläkenttä Zuschauer: 974 Referee: P. Hautala |
|                                    | 28 : 7                            |  |               |                          |                      |  |                                              |
|                                    |                                   |  |               |                          |                      |  |                                              |

### Vaahteramalja XXXV
Die Helsinki Roosters gewannen zum dritten Mal in Folge den Maple Bowl.
|                                   |                                       |  |                   |                          |               |  |                                                        |
|                                   | Helsinki 13. September 2014 18:00 Uhr |  | Helsinki Roosters | \| \| 21 : 7 \| \| \| \| | Turku Trojans |  | Sonera Stadium Zuschauer: 3.015 Referee: V. Lamminsalo |
| (7:0, 0:0, 7:0, 7:7) Spielbericht | Helsinki 13. September 2014 18:00 Uhr |  | Helsinki Roosters |                          | Turku Trojans |  | Sonera Stadium Zuschauer: 3.015 Referee: V. Lamminsalo |
|                                   | 21 : 7                                |  |                   |                          |               |  |                                                        |
|                                   |                                       |  |                   |                          |               |  |                                                        |

## Auszeichnungen

### All Stars 2014
| Position               | Athlet            | Team                 |    | Position           | Athlet               | Team           |
| ---------------------- | ----------------- | -------------------- | -- | ------------------ | -------------------- | -------------- |
| Offense                |                   |                      |    |                    |                      |                |
| QB                     | Sean Shelton      | Helsinki Roosters    |    | OL                 | Karri Kuuttila       | Turku Trojans  |
| RB                     | RJ Jackson        | Porvoo Butchers      | OL | Iiro Luoto         | Helsinki Roosters    |                |
| WR                     | RJ Long           | Helsinki 69ers       | OL | Arttu Tennberg     | Porvoo Butchers      |                |
| WR                     | Sebastien Sagne   | Helsinki Wolverines  | OL | Pasi Lautala       | Porvoo Butchers      |                |
| WR                     | Spencer Cutlan    | Seinäjoki Crocodiles | OL | Aleksi Kaasalainen | Helsinki Roosters    |                |
| WR                     | Aappo Saloranta   | Turku Trojans        |    |                    |                      |                |
| Defense                |                   |                      |    |                    |                      |                |
| DL                     | Gerald Gooden     | Seinäjoki Crocodiles |    | LB                 | Robert Bell          | Helsinki 69ers |
| DL                     | Aleksi Aitala     | Helsinki Roosters    | DB | John Clemens       | Helsinki Roosters    |                |
| DL                     | Okko Outinen      | Vantaa TAFT          | DB | Roman Runner       | Seinäjoki Crocodiles |                |
| LB                     | Niko Kuikka       | Vantaa TAFT          | DB | Garret Griffeth    | Vantaa TAFT          |                |
| LB                     | Rafael Pineda     | Porvoo Butchers      | DB | Tuomas Leinonen    | Seinäjoki Crocodiles |                |
| LB                     | Santtu Äyräväinen | Helsinki Roosters    |    |                    |                      |                |
| Special Teams          |                   |                      |    |                    |                      |                |
| K / P                  | Ilkka Laitinen    | Helsinki Roosters    |    |                    |                      |                |
| Quelle: jenkkifutis.fi |                   |                      |    |                    |                      |                |

### Awards
- Liga-MVP (Vuoden liigapelaaja): Jaycen Taylor-Spears, RB, Helsinki Roosters
- Offensiv-Spieler des Jahres (Vuoden Hyökkääjä): RJ Jackson, RB, Porvoo Butchers
- Defensiv-Spieler des Jahres (Matti Lindholm Trophy): Tuomas Leinonen, DB, Seinäjoki Crocodiles
- Rookie des Jahres: Joni Kotro, DL,  Turku Trojans
- Bester Line-Spieler: Okko Outinen, DL, Vantaa TAFT
- Ari Tuuli Trophy (Vuoden Etenijä): Sebastien Sagne, WR, Helsinki Wolverines